# Troncal Central del Norte
La Ruta Nacional 55 o Troncal Central del Norte (También llamada Carretera central del Norte) es un importante corredor de la Red Nacional de Vías de Colombia, planeado para cubrir el trayecto entre Bogotá y el municipio de Puerto Santander, ubicado justo en la frontera con Venezuela. Tiene 603,3km de longitud y es uno de los corredores viales más importantes del país, ya que permite la comunicación terrestre entre Bogotá y los departamentos de Cundinamarca, Boyacá, Santander, Norte de Santander y el Vecino país. En la Troncal Central del Norte, en el sector del Páramo del Almorzadero, se encuentra el punto más alto alcanzado por una vía nacional en Colombia, a 3.864 metros sobre el nivel del mar.

## Historia
Durante los siglos del coloniaje hispánico, las provincias de Santafé de Bogotá y Tunja, fueron las más importantes en el interior del Nuevo Reino de Granada. La Provincia de Tunja comprendía los actuales territorios colombianos de Boyacá, Socorro (Santander) y Pamplona (Norte de Santander). El camino real en el centro-oriente del Nuevo Reino de Granada partía de Santafé de Bogotá, seguía la vía a Tunja y continuaba por Soatá y Tipacoque a Capitanejo y Málaga (Santander), hasta llegar a Pamplona, Cúcuta y Mérida (Venezuela); este camino culminaba en Caracas
El Libertador Simón Bolívar hizo varios viajes por el camino real de Bogotá hacia Tunja y Caracas. El que realizó en 1826 tuvo el siguiente itinerario: de Bogotá a Chocontá y Tunja se demoró cinco días. De la ciudad de Tunja por la vía de Belén a Soatá y Capitanejo hasta Pamplona y Cúcuta se demoró once días. Y desde Cúcuta a Caracas, 34 días.
El presidente Tomás Cipriano de Mosquera en su cuatrienio gubernamental de 1845 a 1849 se preocupó por la construcción de los caminos de la Nueva Granada. En su gobierno se aprobó el Plan Vial Mosquera, mediante la ley del 7 de mayo de 1845, sobre caminos nacionales. Uno de los caminos nacionales que se aprobó fue el de Bogotá-Chocontá-Tunja-Tipacoque-Capitanejo-Almorzadero-Pamplona-Puerto de los Cachos y San Buenaventura en el Zulia.
A partir de 1905, el presidente Rafael Reyes, natural de Boyacá, impulsó la construcción de la carretera Central del Norte, llevándola hasta su ciudad natal, Santa Rosa de Viterbo, en un trayecto de 230 kilómetros, dejándola apropiada para el tránsito de automóviles. Los caminos coloniales se fueron convirtiendo en carreteras.
En un informe del Ministerio de Obras Públicas de 1916 se comunica sobre los tramos en construcción de esta carretera: en Boyacá ya estaba completamente construida en Tunja y alrededores, en construcción la vía en dirección a Soatá, pasando por La Paz, Sátiva y Susacón. En Santander se trabajaba en la carretera entre Capitanejo y Málaga; y en Norte de Santander, la carretera entre Pamplona y Cúcuta. En Cundinamarca, la carretera Central del Norte tenía construidos en su totalidad los 115 kilómetros.
En el gobierno del presidente Gustavo Rojas Pinilla (1953-1957) se amplió y se pavimentó la carretera de Bogotá a Tunja. Esta obra fue decisiva para el transporte en Boyacá y Cundinamarca.
Desde julio de 2000 fue entregado en concesión el tramo Briceño-Tunja-Tibasosa al consorcio Solarte Solarte con vencimiento en abril de 2012. Por ello ha adoptado el acrónimo BTS.

## Tramos
Esta ruta está dividida en seis tramos para ubicar las poblaciones, interconexiones y puntos de obra.
| Tramo | Inicio     | Final                               | Recorrido |
| ----- | ---------- | ----------------------------------- | --------- |
| 01    | Bogotá     | Tunja                               | 119,2 km  |
| 02    | Tunja      | Duitama                             | 48 km     |
| 03    | Duitama    | La Palmera                          | 134,5 km  |
| 04    | La Palmera | Presidente                          | 104,8 km  |
| 05    | Presidente | Cúcuta                              | 139,1 km  |
| 07*   | Cúcuta     | Puente internacional Pedro de Hevia | 53,7 km   |

* El mencionado decreto no referencia el tramo 06
Variantes
También forman parte de esta Troncal la Variante de Tunja o Avenida Circunvalar de Tunja que cuenta con diecisiete kilómetros de extensión (17 km) siendo la Avenida Perimetral tunjana, la más amplia durante todo el trayecto de la Troncal. Con una nomenclatura similar, pero sin hacer parte de la troncal, se menciona el Anillo vial oriental de Cúcuta, Ruta 55 NS A.

### Tramos 1-3
- Tramo 1 Bogotá-Tunja (Izquierda)[10]
- Tramos 2-3 Tunja-Duitama-La Palmera (Derecha)[11]

|  |  | RM |

|  |  | RM |

|  | STRq | MWNODE | STRq |

|  | GRZq | STR+GRZq | GRZq |

|  |  | RM |

|  |  | GRENZE |

|  |  | RMIhuaq | RMq |

|  |  | RM |

|  | STRq | RMIdu | STRq |

|  |  | MWNODE | STRq |

|  |  | RM |

|  |  | STR |

|  | STRq | KRZ | STRq |

|  |  | RM |

|  |  | STR |

|  | STRq | TEEeq |  |

|  |  | RM |

|  |  | GRENZE |

|  | STRq | MWNODE | STRq |

|  | WASSERq | WBRÜCKE1 | WASSERq |

|  | STRq | RMIdu |  |

|  |  | STR |

|  |  | RM |

|  |  | STR |

|  | WASSERq | WBRÜCKE1 | WASSERq |

| lDAMPF |  | SKRZ-Go |  |

|  | WASSERq | WBRÜCKE1 | WASSERq |

|  |  | GRENZE |

|  | GRZq | STR+GRZq | GRZq |

|  |  | RM |

| lDAMPF |  | SKRZ-Go |  |

|  | STRq | MWNODE |  |

|  |  | RM |

|  | STRq | MWNODE |  |

|  | STRq | MWNODE |  |

|  | STRq | RMIto2eq |  |

|  | WASSERq | WBRÜCKE1 | WASSERq |

|  |  | MWNODE | STRq |

| lDAMPF |  | SKRZ-Go |  |

|  |  | RMIdu | RMq |

|  | STRq | RMIdu | STRq |

|  | RMq | MWNODE | STRq |

|  | STRq | RMIdu | FLUG |

|  | WASSERq | WBRÜCKE1 | WASSERq |

| lDAMPF |  | SKRZ-Go |  |

|  | STRq | RMIdu | RMq |

|  |  | STR |

|  |  | RM |

|  | STRq | RMIdu | RMq |

|  |  | MWNODE | STRq |

|  |  | RM |

|  | STRq | MWNODE |  |

|  |  | RM |

|  |  | GRENZE |

|  |  | MWNODE | STRq |

|  | WASSERq | WBRÜCKE1 | WASSERq |

|  |  | STR |

|  | WASSERq | WBRÜCKE1 | WASSERq |

|  | RMq | MWNODE |  |

|  | STRq | KRZ | STRq |

|  | STRq | KRZ | STRq |

|  |  | STR |

|  | STRq | KRZ | STRq |

|  |  | tSTR |

|  | STRq | TEEeq |  |

|  | WASSERq | WBRÜCKE1 | WASSERq |

|  |  | STR |

|  | STRq | TEEeq |  |

|  |  | tSTR |

|  |  | TEEaq | STRq |

|  | STRq | TEEeq |  |

|  |  | TEEaq | STRq |

|  |  | tSTR |

|  |  | STR |

|  | STRq | TEEeq |  |

|  |  | tSTR |

|  |  | STR |

|  |  | tSTR |

|  |  | TEEaq | STRq |

|  | WASSERq | hSTRae+GRZq | WASSERq |

|  |  | STR |

## Municipios

### Departamento de Cundinamarca
- Municipios: Sopó, Tocancipá, Gachancipá, Sesquilé, Chocontá, Villapinzón
- Inspecciones: Briceño

### Departamento de Boyacá
- Municipios: Ventaquemada, Tunja, Cómbita, Paipa, Duitama, Santa Rosa de Viterbo. Cerinza, Belén, Susacón, Soatá, Tipacoque
- Corregimiento: El Mortiñal, La Palmera

### Departamento de Santander
- Municipios: Capitanejo, San José de Miranda, Málaga, Concepción, Cerrito

### Departamento de Norte de Santander
- Municipios: Chitagá, Pamplona, Pamplonita, La Donjuana. Los Patios, Cúcuta, Puerto Santander
- Corregimientos: Presidente, Lejía, El Diamante, El Cerrito, Oriplaya, Aguaclara

## Peajes
La otra ruta para ir de Bogotá a Cúcuta es la Troncal Central con mayor distancia y más peajes, desviando en Bucaramanga hacia el noreste por la Ruta Nacional 66 hasta Pamplona, continuando por la Troncal Central del Norte. Por esta razón, Un automóvil que recorra la ruta Bogotá-Tunja-Tipacoque-Málaga-Pamplona-Cúcuta (Troncal Central del Norte) encontrará solamente los peajes del tramo Bogotá-Tunja-Duitama, que se encuentran concesionados: y uno llegando a Cúcuta
- Salida de Bogotá: Andes
- El Roble (Salida norte de Gachancipá)
- Albarracín (Cerca a Villapinzón y límites entre Cundinamarca y Boyacá)
- Tuta
- Entrada a Cúcuta: Los Acacios
- Entrada a pamplonita: Pamplonita

## Interconexión
La troncal central se conecta dos importantes Troncales del Sistema Nacional de Vías:

### Con laTroncal Central
- A la Altura de Tunja, por medio de la Ruta Nacional 60 que llega hasta Chiquinquirá, Ramiriquí y Paez (Boyacá)
- A la altura de Tunja, por medio de la Ruta Nacional 62 (Transversal del Carare) hasta llegar a Barbosa, Vélez y Puerto Parra (Santander)
- A la altura de Santa Rosita, por medio de la Ruta Nacional 64 se llega a San Gil
- A la altura de Soatá o Capitanejo de llega hasta la sierra nevada del Cocuy
- A la Altura de Málaga, por medio de la Ruta 55 ST se llega a Los Curos vía que conduce hacia Bucaramanga
- Desde Pamplona, por medio de la Ruta Nacional 66, se llega a Bucaramanga
- A la altura de Duitama, la futura Autopista Duitama-Charalá-San Gil llegará a hasta San Gil

### Con laTroncal del Magdalena
- Desde Cúcuta, tomando la Ruta Nacional 70, se llega a Aguachica

## Mantenimiento
El mantenimiento y mejoramiento de la vía Bogotá-Duitama está concesionado.